# Jacinta Sandiford
Jacinta Sandiford Amador (Durán, 9 de abril de 1932 - 1 de enero de 1987) fue una deportista ecuatoriana, ganadora de una medalla de oro en los Juegos Panamericanos de 1951.
Perteneció a la gran estirpe de los Sandiford Amador, deportistas de ancestro que escribieron emocionantes páginas en la historia del deporte de ECUATORIANO, pariente de la Araña negra Sandiford.

## Biografía
En su faceta de atleta logró -en 1950- el título de Campeona Nacional de salto alto; un año más tarde obtuvo el título Panamericano de Buenos Aires, con un récord de 1.45 metros en un solo intento, y antes de finalizar 1951 repite su triunfo alcanzando en Venezuela el título de campeona Bolivariana, imponiendo el record de bolivariano de 1.47m.
Sus dotes atléticas la llevaron a Europa, donde compitió como invitada especial a la Olimpiada Universitaria de Berlín de 1952, donde superó su record alcanzando los 1.50 m; y en febrero del año siguiente se consagró en Quito Campeona Nacional de Salto Alto imponiendo un nuevo récord de 1.52 m.
Fue la primera mujer en obtener una medalla en los I Juegos Panamericanos realizados en Buenos Aires, Argentina, en 1951. Su marca en dichos juegos fue de 1,45m en la prueba de salto de altura.

## Reconocimiento
Un busto en el parque del Cantón Durán y dos placas en una casa que fue construida bajo una campaña de Leonardo Montoya recuerdan su hazaña.